# Illusion Soft
Illusion – japońska firma z siedzibą w Jokohamie, zajmująca się produkcją trójwymiarowych erotycznych gier komputerowych.
W 2017 roku ogłoszono, że Illusion podjęło współpracę z Fakku, amerykańskim wydawcą produkcji z gatunku hentai. Pierwsza wydana w ramach współpracy gra, Honey Select Unlimited, ukazała się 28 marca 2018 roku.

## Gry wydane przez Illusion
- Des Blood (26 grudnia 1997)
- Des Blood 2 (11 czerwca 1998)
- Bikō (14 maja 1999)
- DANCINGCATs (1 stycznia 2000)
- Des Blood 3 (14 stycznia 2000)
- Brutish Mine (14 września 2000)
- Des Blood Racing (9 marca 2001)
- Bikō 2: Reversible Face (12 stycznia 2001)
- Requiem Hurts (29 czerwca 2001)
  - Requiem Hurts: Rainy Escape (Rozszerzenie, ??)
- Interact Play VR (21 sierpnia 2001)
- Battle Raper (19 kwietnia 2002)
- Des Blood 4: Lost Alone (13 września 2002)
- Sexy Beach (grudzień 2002)
- Des Blood VR (7 czerwca 2003)
- Sexy Beach 2 (11 lipca 2003)
  - Chiku Chiku Beach (Rozszerzenie, 9 grudnia 2003)
- Bikō 3 (30 stycznia 2004)
- A-GA (25 czerwca 2004)
- Jinkō Shōjo (??)
- Jinkō Shōjo 2 ('Artificial Girl 2', 26 listopada 2004)
- Battle Raper 2 (22 kwietnia 2005)
- Oppai Slider 2 (25 listopada 2005)
- RapeLay (21 kwietnia 2006)
  - BotuPlay (Extra Disc, ??)
- Sexy Beach 3 (29 września 2006)
  - Sexy Beach 3 Plus (Rozszerzenie, 15 grudnia 2006)
- SchoolMate (25 maja 2007)
  - SchoolMate Sweets! (Samodzielny Fan Disc, 27 lutego 2009)
- Jinkō Shōjo 3 ('Artificial Girl 3', 30 listopada 2007)
  - Jinkō Shōjo 3 Privilege Disc (Bonus Disc, ? 2008)
  - Jinkō Shōjo 3 Hannari (Rozszerzenie, 2 czerwca 2008)
  - Jinkō Shōjo 3 Hannari Privilege Disc (Rozszerzenie, ? 2008)
- Hako (Box, 10 października 2008)
- @Home Mate (29 maja 2009)
- Yuusha kara wa Nigerarenai! ('You can't escape from the heroine!', 2 października 2009)
- Real Kanojo ('Real Girlfriend', 19 czerwca 2010)
- SchoolMate 2 (25 czerwca 2010)
- Sexy Beach Zero (29 października 2010)
- Jinkō Gakuen ('Artificial Academy', 10 czerwca 2011)
- Wakeari! (11 listopada 2011)
- Love Girl (24 lutego 2012)
- Ore ga Shujinkou ('I'm the Hero', 25 maja 2012)
- Happy End Trigger (12 października 2012)
- Premium Play Darkness (25 stycznia 2013)
  - Premium Studio Pro (Rozszerzenie, 19 kwietnia 2013)
- Musumakeup! (26 lipca 2013)
- Immoral Ward (1 listopada 2013)
- Real Play (7 marca 2014)
- Artificial Academy 2 (13 czerwca 2014)
  - Artificial Academy 2: Append Set (Rozszerzenie, 29 sierpnia 2014)
  - Artificial Academy 2: Append Set 2 (Rozszerzenie, 31 października 2014)
- Harem Mate (26 grudnia 2014)
- Playclub (24 kwietnia 2015)
  - Playclub Studio (Rozszerzenie, 10 lipca 2015)
- Sexy Beach Premium Resort (11 września 2015)
- Secrosphere (28 kwietnia 2016)
- Honey Select (9 września 2016, wydana globalnie jako Honey Select Unlimited 28 marca 2018)
  - Honey Select (Rozszerzenie, 21 października 2016)
  - Honey Select: Party (Rozszerzenie, 28 kwietnia 2017)
- VR-Kanojo (27 lutego 2017)
- PlayHome (13 października 2017)
- Koikatu (27 kwietnia 2018)
  - Koikatu: Personality Addition Pack (31 sierpnia 2018)
  - Koikatu: After School (21 grudnia 2018)
  - Koikatu: After Darkness (31 maja 2019)
- Koikatsu Party (10 czerwca 2019)
- Emotion Creators (26 kwietnia 2019)
- AI Girl (Wcześniejsza nazwa: Project-I) (25 października 2019)
- Honey Select 2 Libido (29 maja 2020)